# میثاق معمارزاده
میثاق معمارزاده (۱۹ دی ۱۳۶۱ در تهران) دروازه‌بان سابق فوتبال اهل ایران است.

## دوران باشگاهی
معمارزاده سابقه عضویت در باشگاه‌های سایپا، راه‌آهن و فولاد خوزستان و پرسپولیس را دارد.

### آمار
| فصل            | تیم            | بازی | گل |
| -------------- | -------------- | ---- | -- |
| ۱۳۸۵–۱۳۸۶      | سایپا          | ۴    | ۰  |
| ۱۳۸۶–۱۳۸۷      | سایپا          | ۲۰   | ۰  |
| مجموع سایپا    | مجموع سایپا    | ۲۴   | ۰  |
| ۱۳۸۷–۱۳۸۸      | پرسپولیس       | ۴    | ۰  |
| ۱۳۸۸–۱۳۸۹      | پرسپولیس       | ۲۲   | ۰  |
| ۱۳۹۰–۱۳۹۱      | پرسپولیس       | ۲۹   | ۰  |
| مجموع پرسپولیس | مجموع پرسپولیس | ۵۵   | ۰  |
| ۱۳۸۹–۱۳۹۰      | فولاد          | ۲۹   | ۰  |
| مجموع فولاد    | مجموع فولاد    | ۲۹   | ۰  |

## افتخارات
سایپا
- لیگ برتر خلیج فارس: ۸۶–۱۳۸۵

پرسپولیس
- جام ولایت ۱۳۹۰